# Julián Jiménez Serrano
Julián Jiménez Serrano (Madrid, 1914 - Linares, 20 de enero de 1982) fue un funcionario de la administración del Estado y político español del Partido Socialista Obrero Español, alcalde de Linares y Diputado del Congreso de los Diputados desde 1979, momento de la transición española.

## Biografía
Vinculado a la izquierda política desde su juventud, como miembro de las juventudes de Alianza Republicana en la Segunda República. Incorporado a la Unión General de Trabajadores (UGT) y al Partido Socialista Obrero Español (PSOE) durante la dictadura franquista, en las primeras elecciones democráticas en 1977 fue elegido diputado al Congreso por la circunscripción electoral de Jaén. En las elecciones municipales de 1979 se presentó como cabeza de lista del PSOE en Linares, siendo elegido concejal y alcalde, cargo que ocupó hasta su fallecimiento.